# ВМ (реактор)
ВМ — семейство советских водо-водяных ядерных реакторов на тепловых нейтронах, размещаемых на подводных лодках. В качестве ядерного топлива используется высокообогащённая по урану-235 (21%) двуокись урана. Тепловая мощность — 70…90 МВт. Разрабатывались НИИ-8 (Н. А. Доллежаль) и ОКБ завода № 92 (И. И. Африкантов). Общее научное руководство проектами осуществлялось академиком А. П. Александровым. Относятся к первому (ВМ-А) и второму (ВМ-4) поколению.

## История проектирования

### Первое поколение
9 сентября 1952 года вышло постановление правительства О проектировании и строительстве объекта 627 в соответствии которым было начато проектирование первой советской атомной подводной лодки, в конце сентября было сформулировано техническое задание на ядерную энергетическую установку для этого корабля. Задание предусматривало использование двух реакторов тепловой мощностью по 70 МВт и производительностью по 90 тонн пара в час, работающие на две паротурбинные установки мощностью по 14,3 МВт, в том числе 12,84 МВт на валу и 1,46 МВт на вспомогательные электрогенераторы.
Научное руководство разработкой первой советской корабельной ядерной энергетической установки осуществлялось Лабораторией измерительных приборов АН СССР, Постановлением предусматривалось создание Научно-исследовательского института № 8 для работы в качестве головного разработчика установки, главным конструктором назначен Н. А. Доллежаль. Главным конструктором парогенераторов назначен Г. А. Гасанов (Специальное конструкторское бюро котлостроения Балтийского завода).
В разработке также принимали участие по корабельной части СКБ-143, по материалам ЦНИИ-48, ЦКБ машиностроения и многие другие организации.
Руководитель созданного в 1953 году Министерства среднего машиностроения В. А. Малышев предоставил руководителям разработки установки право отступать от принятых в машиностроении и судостроении норм, что позволило применять при проектировании творческие и новаторские подходы.
Конструктивно реактор ВМ-А являлся водо-водяным реактором с кованым корпусом, вставным днищем и плоской крышкой с нажимным фланцем, активная зона формировалась индивидуально охлаждаемыми ТВЭЛами, способными выниматься вместе с экранной сборкой, девять ТВЭЛов образовывали центральную группу, 14 периферийных образовывали кольцо и были отделены металлической трубчатой стенкой.
Каждый реактор был соединён трубопроводами с прямоточным парогенератором, состоящим из нескольких камер типа ПГ-13, и именно низкий ресурс камер парогенераторов в сочетании с их неремонтопригодностью стал главной причиной многих аварий на АПЛ первого поколения. Изначально парогенераторы изготавливались из аустенитной нержавеющей стали марки 0Х18Н9Т, и вместо гарантированных 10 тысяч часов наработки массово выходили из строя после 2-3 тысяч часов. Основной причиной ненадёжности стала зона досыхания воды, в которой резко возрастала концентрация кислорода и хлоридов, что создавало условия для коррозионного растрескивания трубок. Предложенная в качестве альтернативы хромоникелевая специализированная сталь ЭП-350 (ХН46Б) не дала положительного эффекта, и только освоение в 1961 году производства парогенераторов ПГ-13Т, целиком выполненных из титановых сплавов (трубы из 48-Т7 и листы из 48-ОТЗ), позволило увеличить их ресурс до десятков тысяч часов. Для производства титановых парогенераторов на Балтийском заводе был переоборудован Парогенераторный цех № 6, в нём было обеспечено строгое соблюдение условий производства изделий из титана, производство титановых труб было освоено на Южно-трубном заводе. Освоенные и испытанные в 1965—1967 годах титановые парогенераторы ПГ-14Т показали ресурс сопоставимый с ресурсом корабля — регулярная замена парогенераторов отныне не требовалось. В 1968 году коллектив разработчиков высокоресурсных парогенераторов был удостоен Государственной премии СССР.
Пуск наземного прототипа — стенда 27/ВМ состоялся в Обнинске в марте 1956 года. Первая АПЛ была принята в опытную эксплуатацию в декабре 1958 года. В 1959 году за разработку реактора НИИ-8 был награждён орденом Ленина. Реакторы ВМ-А устанавливались на советских АПЛ первого поколения АПЛ проекта 627(А) «Кит», ПЛАРБ проекта 658, ПЛАРК проекта 659 и проекта 675. Всего для ВМФ было построено 55 двухреакторных установок ВМ-А.

### Второе поколение
Проектирование и строительство лодочных ядерных энергетических установок второго поколения было начато согласно постановлению ЦК КПСС и Совета министров СССР, принятому в августе 1958 года.
Определяющими признаками лодочных ядерных реакторов второго поколения являлись:
- Исключение системы трубопроводов первого контура;
- Наличие нескольких независимых компенсирующих решёток;
- Применение двухскоростных циркуляционных насосов первого контура;
- Повышение ресурса ППУ до 12 тысяч часов, а активной зоны — до 5 тысяч часов.

Научным руководителем продолжал оставаться академик Александров, однако дальнейшее развитие шло параллельно двумя путями. НИИ-8 разработало энергетическую установку В-5, сохранившую основные решения ВМ-А, но с максимальной модернизацией выявленных слабых мест, в то время, как ОКБ завода № 92 под руководством И. И. Африкантова проектировало установку ВМ-4, предполагавшую устранение недостатков ВМ-А при помощи совершенно новых конструкторских решений.

#### В-5
Установка В-5 проектировалась на базе разработок НИИ-8 1955—1958 годов по проекту «ВК», предназначавшемуся для отменённых ПЛАРБ проекта 639. Особенностями проектируемой установки стали установка наиболее крупного оборудования без непосредственной связи с прочным корпусом, применение в качестве биологической защиты серпентитового бетона, разработка единой системы контроля и управления для двух реакторов. Реактор соединялся с парогенераторами патрубками типа «труба в трубе», что исключило протечки из первого контура непосредственно в реакторный отсек. Была реализована возможность изолирования секций парогенераторов от реактора для ремонтных целей. Компоновка оборудования была максимально возможно уплотнена, в 2,5-3 раза по сравнению с ВМ-А, что привело к улучшению соотношения «масса-мощность», но сильно усложнило ремонты и обслуживание.
Всего была построена одна двухреакторная ЯЭУ типа В-5, она была установлена на по многим параметрам уникальной АПЛ К-222 проекта 661 «Анчар», прослужившей в составе флота с 1968 по 1988 год. В 1980 году, в ходе ремонта, из-за ошибки в монтаже системы управления произошла авария с разгерметизацией первого контура реактора, не приведшая к облучению личного состава.

#### ВМ-4
В результате широких поисковых проектно-конструкторских работ в ОКБ завода № 92 была выбрана блочная конструкция установки — в один блок объединялись ядерный реактор и парогенератор с соединением «труба в трубе», в другой блок — парогенератор и циркуляционный насос первого контура. Однозаходная схема циркуляции в первом контуре упростила конструкцию и позволила использовать естественную циркуляцию теплоносителя при расхолаживании (остановке) реактора. ТВЭЛы выполнялись двух типов — стерженьковые и двухкольцевые. Одна перезарядка была рассчитана на 8 лет службы корабля. Конструктивное исполнение установок позволяло существенно облегчить и ускорить монтаж оборудования реакторного отсека за счёт выполнения большого объёма подготовительных работ вне самого корабля, на предварительных участках.
Решением научного руководителя и представителей заказчика установка ВМ-4 была выбрана для установки на советских АПЛ второго поколения и была разработана в нескольких модификациях, унифицированных в основном оборудовании и отличающихся количеством петель паропроизводящей установки — реакторы с четырьмя петлями имели тепловую мощность 72 МВт, с пятью петлями — 90 МВт.
- ОК-300 для АПЛ проекта 671 — два реактора по 72 МВт, одна турбина, утверждена к производству в апреле 1960 года;
- ОК-350 для ПЛАРК проекта 670 — один реактор на 90 МВт, одна турбина, утверждена в марте 1961 года;
- ОК-700 для РПКСН проекта 667А — два реактора по 90 МВТ, две турбины, утверждена в августе 1963 года.

В 1970-х годах установки ВМ-4 были усовершенствованы, что предотвратило наблюдавшиеся ранее разгерметизации стерженьковых ТВЭЛов и растрескивания стояков крышек реакторов. В целом ядерные энергетические установки ВМ-4 показали возрастание надёжности в десятки раз по сравнению с ВМ-А.

## Модификации
| Тип реактора | Тип ППУ          | Обогащение (%) | Тепловая мощность реактора (МВт) | Проекты АПЛ (число реакторов на одной лодке)           |
| ------------ | ---------------- | -------------- | -------------------------------- | ------------------------------------------------------ |
| ВМ-А         |                  | 21             | 70                               | 627(А) «Кит» (2), 658 (2), 659 (2), 675 (2)            |
| ВМ-4         | ОК-700           | 21             | 90                               | 667А «Навага» (2), 667АМ «Навага-М» (2)                |
| ВМ-4-1       | ОК-350           |                | 89,2                             | 670 «Скат» (1), 670М «Чайка» (1)                       |
| ВМ-4А        | ОК-300           |                | 72                               | 671 «Ёрш» (2), 671РТ «Сёмга» (2), 671РТМ(К) «Щука» (2) |
| ВМ-4Б        |                  |                | 90                               | 667Б «Мурена» (2), 667БД «Мурена-М»                    |
| ВМ-4С        | ОК-700А          |                | 90                               | 667БДР «Кальмар» (2)                                   |
| ВМ-4СГ       |                  |                | 90                               | 667БДРМ «Дельфин» (2)                                  |
| ВМ-11        | семейство ОК-650 |                | 190                              | АПЛ 3-го поколения                                     |

## Аварии и затопления реакторов
- К-14: в 1962—1964 годах после разрушения аварийной защиты обоих реакторов реакторный отсек (два реактора ВМ-А) вырезан и заменён на новый.
- К-3 «Ленинский комсомол»: в ходе ремонта в 1963—1965 годах полностью заменён загрязнённый радиацией реакторный отсек (два реактора ВМ-А), вырезанный отсек изолирован битумом и затоплен в заливе Абросимова в Карском море.
- К-11: в 1965 году при перегрузке ядерного топлива произошёл подъём компенсирующей решётки, реактор вышел на мощность, реакторный отсек (два реактора ВМ-А) был заменён на новый, аварийный затоплен в заливе Абросимова.
- К-5: в 1965 году из-за разгерметизации ТВЭЛов загрязнённый радиацией реакторный отсек (два реактора ВМ-А) был заменён на новый, аварийный затоплен в заливе Абросимова.
- К-19 (2 реактора ВМ-А): 4 июля 1961 года в 70 милях от острова Ян-Майен произошла авария реактора правого борта (кормового реактора). В 4:15 при ходе в подводном положении и работе реакторов обоих бортов на мощности 35 % вахтенный командир группы дистанционного управления реактором обнаружил по контрольно-измерительным приборам падение давления и уровня в 1 контуре охлаждения кормового реактора. Была сброшена аварийная защита реактора. В 4:22 ПЛ всплыла в надводное положение и продолжала движение при работе реактора и линии вала левого борта. В ходе попыток устранения аварии переоблучение получили 8 членов экипажа, которые непосредственно устраняли аварию.
Из-за нештатной проливки реактора холодной водой произошло разрушение активной зоны с резким ростом гамма-излучения. Подводная лодка была модернизирована на Севмашпредприятии по проекту 658М с заменой реакторного отсека. В 2021 году cудно «Академик Мстислав Келдыш» в Карском море перед входом в залив Абросимова обнаружило затопленный контейнер с атомным реактором подводной лодки К-19[12]. В ходе этой экспедиции были обнаружены четыре реакторных отсека, затопленные в том районе[13].
- К-140 (2 реактора ВМ-4): 27 августа 1968 года при плановом обслуживании произошёл несанкционированный выход реактора левого борта на мощность, в 18 раз превышающую номинальную. Разгерметизации первого контура не произошло, однако реактор был выведен из строя и в 1972 году затоплен в Карском море.
- К-302 (1 реактор ВМ-4-1): 18 января 1970 года на стапеле завода «Красное Сормово» из-за нарушения технологии при проведении гидравлических испытаний первого контура произошёл несанкционированный запуск реактора (см. Радиационная авария на заводе «Красное Сормово»). Проработав на запредельной мощности около 10—15 секунд, он частично разрушился, впоследствии был признан неремонтопригодным и заменён, что сдвинуло срок сдачи корабля на год. Во избежание срыва планов следующая в серии подводная лодка, заводской № 713, была достроена раньше срока под наименованием К-302, а аварийная лодка, заводской № 712, получила обозначение К-320.
- К-8 (2 реактора ВМ-А): в апреле 1970 года подводная лодка затонула в Атлантическом океане на глубине 4680 м в 490 км к северо-западу от Испании.
- К-431 (2 реактора ВМ-А): 10 августа 1985 года нештатная ситуация при перезарядке активных зон привела к запуску реактора левого борта, что вызвало тепловой взрыв и выброс активной зоны (см. Радиационная авария в бухте Чажма). Вследствие радиационного загрязнения была признана непригодной для дальнейшей эксплуатации и стоявшая рядом АПЛ К-42 (2 реактора ВМ-А). Обе лодки отбуксированы на долговременное хранение в бухту Павловского.
- К-219 (2 реактора ВМ-4): 6 октября 1986 года подводная лодка затонула в Атлантическом океане на глубине около 5500 метров при буксировке после взрыва баллистической ракеты на борту. Реакторы были заглушены героическими усилиями членов экипажа, один из которых — матрос Сергей Преминин — ушёл на дно вместе с лодкой.
- К-159 (2 реактора ВМ-А): 30 августа 2003 года при буксировке на утилизацию подводная лодка затонула в Баренцевом море на глубине 170 метров вблизи острова Кильдин. Компенсирующие стержни закреплены сваркой в крайнем нижнем положении. Последняя загрузка топлива выполнялась в 1972 году.